# Lexington (Schiff, 1835)
Die Lexington war ein 1835 in den Vereinigten Staaten gebauter Seitenraddampfer, der bis 1840 als Passagier- und Frachtschiff von New York aus entlang der Küste verkehrte. Bekannt wurde die Lexington durch die schwere Brandkatastrophe von 1840, bei der das Schiff sank und 139 der 143 Menschen an Bord ums Leben kamen.

## Geschichte

### Das Schiff
Der Dampfer Lexington wurde 1835 von der Werft Bishop and Simonson Shipyards in New York gebaut. Er war ein 63 Meter langer Seitenraddampfer mit einer Wasserverdrängung von 495 (metrischen) Tonnen. Betreiber des Schiffs war Cornelius Vanderbilt, eine bekannte Persönlichkeit im Transportgeschäft.
Die Lexington begann ihren Betrieb 1835 als Verkehrsschiff zwischen New York und Providence, Rhode Island. 1837 verkehrte sie nach Stonington, Connecticut. Im Dezember 1838 wurde sie für ca. 60.000 US-Dollar an die New Jersey Steamship Navigation and Transportation Company verkauft. Von 1835 bis 1840 war die Lexington das schnellste Verkehrsmittel zwischen New York und Boston.

### Das Feuer
Am 13. Januar 1840 um 16.00 Uhr legte die Lexington am East River in Manhattan ab mit dem Ziel Stonington. Sie beförderte 143 Passagiere und Besatzungsmitglieder sowie eine Ladung von 150 Ballen Baumwolle. Das Schiff sollte am nächsten Morgen in Stonington ankommen, wo eine Anschlussmöglichkeit mit dem Zug nach Boston bestand.
Wegen einer Krankheit war der eigentliche Kapitän des Schiffs, Jacob Vanderbilt, verhindert. Er wurde vom Kapitän im Ruhestand George Child vertreten.
Um 19.30 Uhr bemerkte der Erste Offizier, dass hölzerne Teile und Verkleidungen am Schornstein in Flammen standen. Das Schiff befand sich vier Meilen entfernt vom am Nordufer von Long Island gelegenen Eaton’s Neck. Mit Eimern und Kisten sowie einer kleinen Handfeuerspritze versuchte die Mannschaft, die Flammen mit Wasser zu löschen. Der Lotse Stephen Manchester drehte das Schiff in Richtung Ufer, in der Hoffnung, es auf den Strand zu setzen. Das Steuerseil des Ruders brannte durch und eine Maschine stoppte zwei Meilen vor dem Ufer. Das Schiff trieb nun außer Kontrolle nordöstlich weg vom Land.
Als man erkannt hatte, dass das Feuer nicht gelöscht werden konnte, wurden die drei Rettungsboote zu Wasser gelassen. Ein Schaufelrad des Schiffs drehte noch mit voller Geschwindigkeit, da die Mannschaft den Maschinenraum nicht erreichen konnte, um die Kessel abzustellen. Das erste Boot wurde in das Rad gesaugt, wodurch seine Besatzung getötet wurde. Kapitän Child war in das Rettungsboot gefallen und gehörte zu diesen ersten Opfern. Die Seile, die die beiden anderen Boote hinablassen sollten, waren falsch geschnitten, so dass die Boote Heck voran ins Wasser schlugen und sofort sanken.
Die Baumwoll-Ladung des Schiffs entzündete sich, wodurch sich das Feuer vom Schornstein aus auf die gesamten Aufbauten ausbreitete. Passagiere und Mannschaft warfen leere Gepäckkisten und Baumwollballen ins Wasser, um sie als Floß zu benutzen. Die Mitte des Hauptdecks stürzte kurz nach 20.00 Uhr ein.
Das Feuer breitete sich so schnell aus, dass die meisten Passagiere und Mannschaftsmitglieder um Mitternacht herum gezwungen waren, ins unter Null Grad kalte Wasser zu springen. Diejenigen, die nichts fanden, worauf sie klettern konnten, starben an Unterkühlung. Zu den Opfern zählte auch der deutsch-amerikanische Gelehrte und Schriftsteller Karl Follen. Das Schiff brannte immer noch, als es um 3.00 Uhr morgens sank.

## Überlebende
Von den 143 Menschen an Bord der Lexington überlebten nur vier:
Chester Hilliard
24, der einzige überlebende Passagier, half der Mannschaft, den Menschen im Wasser Baumwollballen zuzuwerfen. Er kletterte um 20.00 Uhr auf den letzten Ballen, zusammen mit dem Heizer Benjamin Cox. Etwa acht Stunden später fiel der durch Hypothermie geschwächte Cox vom Ballen und ertrank. Hilliard wurde um 11.00 Uhr morgens von der Slup Merchant gerettet.
Stephen Manchester
der Lotse, verließ als einer der letzten die Lexington. Mit etwa 30 anderen kauerte er am Schiffsbug bis etwa Mitternacht, als die Flammen sie erreichten. Kurz nachdem er mit mehreren Passagieren auf ein improvisiertes Floß gestiegen war, sank dieses. Er kletterte dann mit einem Passagier namens Peter McKenna auf einen Baumwollballen. Drei Stunden später starb McKenna an Unterkühlung. Manchester wurde am folgenden Mittag von der Merchant gerettet.
Charles Smith
einer der Heizer, stieg das Heck des Schiffs hinab und klammerte sich mit vier anderen Leuten am Ruderblatt fest. Die fünf sprangen in die See kurz bevor das Schiff sank und kletterten auf ein treibendes Stück eines Schaufelrads. Die vier anderen Männer starben während der Nacht an Unterkühlung, und Smith wurde von der Merchant um 14.00 Uhr des folgenden Nachmittags gerettet.
David Crowley
der Zweite Offizier, trieb 43 Stunden lang auf einem Baumwollballen und kam 50 Meilen östlich bei Baiting Hollow, Long Island, an Land. Entkräftet, dehydriert und unterkühlt taumelte er eine Meile zum Haus von Matthias und Mary Hutchinson und brach zusammen, nachdem er an die Tür geklopft hatte. Sofort wurde ein Arzt herbeigerufen, und als es Crowley gut genug ging, wurde er nach Riverhead gebracht, wo er sich erholte.

## Ursachen
Eine Untersuchungskommission fand einen schwerwiegenden Fehler in der Konstruktion des Schiffs als Hauptursache des Feuers. Die Dampfkessel des Schiffs waren ursprünglich für die Verbrennung von Holz ausgelegt, wurden aber 1839 zum Verbrennen von Kohle umgerüstet. Die Umstellung war nicht fachgerecht abgeschlossen worden. Zum einen verbrennt Kohle mit höherer Temperatur als Holz, zum anderen wurde in der Nacht des Brandes wegen rauer See mehr Kohle als üblich verfeuert. Ein Funke aus dem überhitzten Schornstein entzündete die Verkleidung des Schornsteins auf dem Frachtdeck. Das Feuer breitete sich dann rasch zu den Baumwollballen aus, die unsachgemäß nah am Schornstein gelagert waren.
Vorangegangene kleinere Feuer, die wegen des Konstruktionsfehlers ausbrachen, waren jeweils gelöscht worden; jedoch wurde nichts unternommen, die Ursache zu beseitigen.
Die Kommission warf auch der Besatzung Fehler und Verletzungen von Sicherheitsverordnungen vor. Hilliard bezeugte, dass Mitglieder der Mannschaft nach dem Bemerken des Feuers sofort unter Deck gingen, um die Maschinen zu überprüfen, bevor sie versuchten, die Flammen zu löschen. Die Kommission glaubte, dass das Feuer hätte gelöscht werden können, wenn die Mannschaft sofort gehandelt hätte. Auch konnten nicht alle Löscheimer des Schiffs während des Brandes gefunden werden. Nur etwa 20 der Passagiere waren in der Lage, Rettungsmittel zu finden. Die Mannschaft war auch nachlässig beim Ablassen der Rettungsboote, welche alle sanken.
Die Slup Improvement, die weniger als fünf Meilen vom brennenden Schiff entfernt war, kam der Lexington nicht zu Hilfe. Der Kapitän der Improvement, William Tirrell, erklärte, dass er nach einem Fahrplan fuhr und keinen Rettungsversuch unternommen habe, weil er die Flut nicht verpassen wollte. Die Öffentlichkeit war sehr erzürnt über diese Ausrede und Tirrell war in den folgenden Tagen Angriffen durch die Presse ausgesetzt.
Letztlich wurden von der US-Regierung keine gesetzlichen Maßnahmen als Konsequenz der Tragödie erlassen. Erst als der Dampfer Henry Clay zwölf Jahre später auf dem Hudson River in Brand geriet, wurden neue Sicherheitsbestimmungen erlassen.
Der Brand der Lexington blieb die schwerste Dampferkatastrophe des Long Island Sounds. 139 der 143 Menschen an Bord kamen ums Leben.

## Bergungsversuche
Ein Versuch, die Lexington zu heben erfolgte 1842. Das Schiff wurde kurze Zeit an die Wasseroberfläche gebracht, und 30 Pfund (14 Kilogramm) eingeschmolzenen Silbers wurden aus dem Rumpf geborgen. Die Ketten, die den Rumpf hielten, rissen jedoch, das Schiff brach auseinander und sank auf den Grund des Sunds zurück.
Heute liegt die Lexington in drei Segmente zerbrochen in einer Tiefe von 43 m. Angeblich befindet sich noch immer Gold und nicht geborgenes Silber an Bord. Adolphus S. Harnden vom Boston and New York Express Package Car Office hatte angeblich 18.000 US-Dollar in Gold und Silbermünzen und 80.000 Dollar in Papiergeld mitgeführt. Das 1842 geborgene Silber ist alles, was bisher gefunden wurde.